# イオン伊達店
イオン伊達店（イオンだててん）は、北海道伊達市に所在するイオン北海道運営の総合スーパー（GMS）である。

## 概要
1982年（昭和57年）6月開店を目指していたが、地元との紛争が長引いて開店が遅れることになった。
1986年（昭和61年）4月、ホクホー伊達店として開店。その後ニチイ伊達店となり、1998年10月 - 伊達サティとしてリニューアルオープン。面積を4.5倍の1万1279㎡に増床した。
2002年（平成14年） - ポスフールへの店名変更に伴い、ポスフール伊達店と改称。  2011年（平成23年）3月1日 - イオンへの店名変更に伴い、イオン伊達店と改称。

## 年表
- 1986年（昭和61年）4月 - 、ホクホー伊達店として開店。
- 時期不詳 - ニチイ伊達店と改称[8]。
- 1998年10月 - 伊達サティとしてリニューアルオープン[7]。

- 2002年（平成14年） - ポスフールへの店名変更に伴い、ポスフール伊達店と改称[7][9]。
- 2011年（平成23年）3月1日 - イオンへの店名変更に伴い、イオン伊達店と改称[10][11][12][広報 1]。

## フロアとテナント
出典:

### フロア概要
核店舗のイオン伊達店と12の専門店で構成される。
| 階   | フロア概要                 |
| ---- | -------------------------- |
| 屋上 | 屋上駐車場                 |
| 2階  | 直営売場・専門店街・駐車場 |
| 1階  | 直営売場・専門店街         |

### 主なテナント
- ケンタッキーフライドチキン
- メガネのプリンス
- わかさいも本舗

※テナント情報は2024年9月時点
出店テナント全店の一覧詳細情報は公式サイト「専門店・フロアマップ」を、営業時間およびATMを設置している金融機関の詳細は公式サイトを参照。

## アクセス
末永梅本通沿い。
バス
- 道南バス「大町」バス停下車

鉄道
- 北海道旅客鉄道（JR北海道）伊達紋別駅から徒歩で約10分

自動車
- 道央自動車道 伊達ICより約10分

## 近隣施設
- ツルハドラッグ伊達店
- プロノ伊達店
- DCM伊達店
- 伊達市立伊達西小学校
- 伊達市農業協同組合（JA伊達市）
  - 本所事務所
  - Aコープ くみあいマーケット 本店
- 伊達市役所
- 室蘭信用金庫伊達支店
- 北洋銀行伊達支店

#### 広報資料・プレスリリースなど一次資料
1. 1 2  『第34期 有価証券報告書』 イオン北海道、2012年5月30日。pp13